# Piano Battaglia
Piano Battaglia (1.572 m s.l.m.) è una frazione del comune di Petralia Sottana, località di villeggiatura e di sport invernali. Si trova nel cuore del massiccio delle Madonie, tra il complesso montuoso di Pizzo Carbonara (1.979 m s.l.m.) e Monte Mufara (1.865 m s.l.m.), in un contesto paesaggistico e ambientale di alto valore. Il pianoro è un ampio polje e fa parte del complesso carsico del Carbonara.

## Origine del nome
Il toponimo, attestato nel XVIII secolo come «Piano della Battaglia» o «Piano della Battagliella» (in siciliano Chianu ri la Battagghia o Chianu ri la Battagghiedda), farebbe riferimento ad uno scontro armato tra i normanni guidati da Roberto il Guiscardo e gli arabi durante la conquista normanna della Sicilia.
Un'altra ipotesi, documentata anch'essa già dal XVIII secolo, fa derivare il toponimo «Piano della Battaglia» da giochi competitivi di pastori simili a combattimenti («rusticis iocis instar proeliorum») dall'antico nome di «baiotte».

## Descrizione

### Stazione sciistica
Una delle prime strutture ad essere realizzata è il Rifugio Marini (di proprietà del C.A.I.). Tra gli anni cinquanta e gli anni settanta si sviluppa il nucleo di numerose villette in stile alpino che impongono la località come meta di villeggiatura preferita dei madoniti e dei palermitani.
Con la costruzione di un impianto a fune alla base della Mufara negli anni sessanta e poi di due skilift sulla Mufara (a metà degli anni settanta), Piano Battaglia diventa l'unica stazione sciistica della Sicilia occidentale. Tra la fine degli anni settanta e gli inizi degli anni ottanta la località è teatro di numerose manifestazioni sciistiche di carattere regionale (Regionali di sci da discesa, combinata Ski-Surf) e nazionale. Nel tempo, inoltre, si sono distinti gli allievi delle scuole di sci da fondo di Polizzi Generosa. Gli impianti di risalita sono rimasti in funzione fino al 2007, anno che ha decretato la chiusura della stazione sciistica per una dimostrata incompetenza degli enti amministrativi a provvedere in tempo alla sostituzione degli skilift ed al rilancio della stazione. Dopo quasi 10 anni di inattività, nel 2016 sono stati ultimati i lavori di costruzione di una nuova seggiovia e un nuovo skilift.
L'11 febbraio 2017 la stazione sciistica riapre al pubblico completamente rinnovata. Il nuovo impianto è caratterizzato da cinque chilometri di piste, servite da una seggiovia, uno skilift e un tapis roulant.

### Ambiente
Piano Battaglia è sede di una splendida faggeta e rappresenta il punto di partenza per innumerevoli escursioni da compiere sulle alte Madonie.
Nell'ambito del circuito degli European Geopark e della lista dei Geoparchi mondiali UNESCO, di cui fa parte il Parco delle Madonie, Piano Battaglia è sede di un interessante sentiero geologico che offre la possibilità di osservare spettacolari formazioni coralline fossili del Mesozoico, appartenenti al dominio della Piattaforma Carbonatica Panormide. Il sentiero attraversa inoltre il polje gemello della Battaglietta, dove ha sede un profondo inghiottitoio.

### Clima
Il clima è pienamente appenninico; le estati sono miti e secche con una temperatura media di 17 °C, mentre gli inverni sono rigidi e nevosi con una temperatura media di -1 °C.

### Accessibilità
La località può essere raggiunta tramite il valico della SP54 di Piano Battaglia partendo da Petralia Sottana o Collesano e dalla SP119 partendo da Polizzi Generosa.